# Victor Madsen (geolog)
 Der er flere personer med dette navn, se Victor Madsen.
Victor Christian Madsen (2. marts 1865 i København–16. juli 1947) var en dansk geolog.
Madsen blev student 1882 og 1887 polyteknisk kandidat. Han knyttedes 1889 til "Danmarks geologiske Undersøgelse", først som assistent og senere (1892) som statsgeolog; 1901 blev han medlem af kommissionen for denne institution og 1913 dens direktør. Madsen har særlig kastet sig over studiet af de kvartære aflejringer.
Madsen foretog studierejser til Skandinavien, Holland, Belgien, Tyskland, Italien og England. Han studerede geologi og palæontologi i Berlin og München. Han erhvervede sig 1895 den filosofiske doktorgrad og holdt 1896—1904 forelæsninger over stratigrafisk geologi og palæontologi ved Københavns Universitet.
Endvidere har han virket meget ved Afholdelsen af populære geologiske foredrag, særlig i folkeuniversitetsforeningerne, og var fra 1908 sekretær ved "Udvalget for folkelig Universitetsundervisning". Madsens vigtigste arbejder er Istidens Foraminiferer i Danmark og Holsten (1895) samt flere kortbladsbeskrivelser.